# 怪异同床人
《怪异同床人》（英語：Strange Bedfellows）是一部2004年上映的澳大利亚电影，由保羅·霍根和Michael Caton饰演两名为占政府便宜、获取赋税优惠而假扮同性恋情侣的异性恋男子。根据电影改编的舞台音乐剧后在墨尔本公主剧院上演。

## 剧情简介
故事发生在澳大利亚的一个叫做Yackandandah的小镇上。Vince拥有镇子上的电影院，还兼有一些其他生意。因为前妻离婚带走了所有的财款，他在缴税时遇到了困难。在得知同性恋伴侣可借助新出台的政策在缴税时获得优惠的消息后，Vince有了一个主意：他打算和自己的好友，机械工Ralph一同声称是同性恋伴侣来骗取优惠。可两件意想不到的事给他们带来了麻烦：先是由于一名邮递员的无心之失，邮局局长看到了他们的赋税优惠申请表，并且告诉了别人，不久后整个小镇人尽皆知；接着联邦政府又派出了一名调查员来确认这两人之间的伴侣关系是否属实。
于是Vince和Ralph去了美发师Eric那里学习如何成功地假扮同性恋。他们还去了一趟悉尼，在一家同性恋俱乐部呆了一阵子。
调查员Russell提早出现了。同时出现的还有Ralph的女儿Carla，她想要介绍她的女朋友Peta给他认识。原来，虽然Ralph不是同性恋，但Carla是。Ralph和Vince重新装饰了Ralph的房子并完成了面试，还去参加了本地的消防员舞会。在Russell在场的情况下，Ralph和Vince不得不假扮下去。同时，他们在悉尼的同性恋俱乐部认识的朋友们也出现了。Ralph严肃地向所有人宣告他与Vince的关系不容任何人干涉，而他们的外地朋友们不管看上去如何都亦是普通人。Carla对于她父亲的举动非常震惊，但Peta很开心能够了解Ralph。
Russell告诉两人他虽然在面试时并没有被说服，但他相信他们是一对关系特殊的好人，不应被当作罪犯对待。

## 抄袭案
2007年美国拍摄的《我盛大的同志婚礼》(當我們「假」在一起)由于剧情非常相似，被指抄袭《怪异同床人》。
2007年11月，《怪异同床人》的制片人采取了法律措施，控告环球电影公司侵犯版权。在《怪异同床人》制片人收到一份《我盛大的同志婚礼》的早期草稿证明抄袭不成立后，诉讼于2008年4月撤销。

## 评价
《悉尼先驱早报》(雪梨晨鋒報)对该电影做出了负面评价，总结称“保羅·霍根的‘凡人’幽默其实就是源于他自己曾再平凡不过的事实。他一直饰演同样的角色，可说服力越来越弱。”
2010年5月23日截止，影评统计网站“烂番茄”给该电影打出了80%正面评价的“番茄评分”，观众平均打分6.7分（满分10分）。

## 演员
- Michael Caton（英语：Michael Caton） 饰 Ralph Williams
- Alan Cassell（英语：Alan Cassell） 饰 Stan Rogers
- Andy Pappas（英语：Andy Pappas） 饰 邮递货车司机
- Paula Duncan（英语：Paula Duncan） 饰 Yvonne Philpot
- Roy Billing（英语：Roy Billing） 饰 Fred Coulson
- Jamie Robertson（英语：Jamie Robertson） 饰 Carbo
- Kevin Dee（英语：Kevin Dee） 饰 Hughie
- 保羅·霍根 饰 Vince Hopgood
- Stewart Faichney（英语：Stewart Faichney） 饰 Jack Jenkins中士
- Simon Paton（英语：Simon Paton） 饰 Red
- 彼得·普斯特李威 饰 Russell McKenzie
- Shane Withington（英语：Shane Withington） 饰 Xavier Delaney神父
- Monica Maughan（英语：Monica Maughan） 饰 Faith
- Jenny Dale（英语：Jenny Dale） 饰 本地妇女
- Kestie Morassi（英语：Kestie Morassi） 饰 Carla
- Ashley Evans（英语：Ashley Evans） 饰 成人网站男孩

## 票房
《怪异同床人》在澳大利亚票房4,816,495澳元，占2004年所有的澳洲电影票房的40%以上。电影获得了澳大利亚电影局颁发的票房成绩奖。